# Portulaca sedifolia
Portulaca sedifolialà một loài thực vật có hoa thuộc họ rau sam, Portulacaceae, là loài đặc hữu của Yemen. Môi trường sống tự nhiên của chúng là vùng nhiều đá.